# مارتن مايهيو
مارتن مايهيو (بالإنجليزية: Martin Mayhew)‏ هو لاعب كرة قدم أمريكية أمريكي، ولد في 8 أكتوبر 1961 في دايتونا بيتش في الولايات المتحدة.